# Eckartsweier
Eckartsweier ist ein Ortsteil der Gemeinde Willstätt im Ortenaukreis (Baden-Württemberg) mit 1445 Einwohnern (Stand: 31. Dezember 2022).

## Lage
Eckartsweier liegt südwestlich des Kernorts Willstätt an der Schutter. Die Gemarkungsgröße von Eckartsweier beträgt 1114 Hektar, davon sind 186 Hektar bewaldet.

## Geschichte

### Mittelalter
Der Ortschaftsname wird als „Weiler des Eckebrecht“ gedeutet. Die älteste erhaltene Erwähnung von Eckartsweier stammt von 1316. Es war ein Allod der Herren von Lichtenberg. Wie es erworben wurde, ist unbekannt. Um 1330 kam es zu einer ersten Landesteilung zwischen Johann II. von Lichtenberg, aus der älteren Linie des Hauses, und Ludwig III. von Lichtenberg. Dabei fiel Eckartsweier in den Teil des Besitzes, der künftig von der älteren Linie verwaltet wurde. Es war dem Amt Willstätt der Herrschaft Lichtenberg zugeordnet, das im 14. Jahrhundert entstanden war. Als 1480 mit Jakob von Lichtenberg das letzte männliche Mitglied des Hauses verstarb, ging das Erbe auf seine beiden Nichten, Anna von Lichtenberg (* 1442; † 1474) und Elisabeth von Lichtenberg über. Anna hatte 1458 den Grafen Philipp I. den Älteren von Hanau-Babenhausen (* 1417; † 1480) geheiratet, der eine kleine Sekundogenitur aus dem Bestand der Grafschaft Hanau erhalten hatte, um heiraten zu können. Durch die Heirat entstand die Grafschaft Hanau-Lichtenberg. Elisabeth heiratete Simon IV. Wecker von Zweibrücken-Bitsch. Das Lichtenberger Erbe wurde zwischen ihnen geteilt. Das Amt Willstätt und damit Eckartsweier wurden dabei zu einem Kondominat zwischen beiden Erben.

### Neuzeit

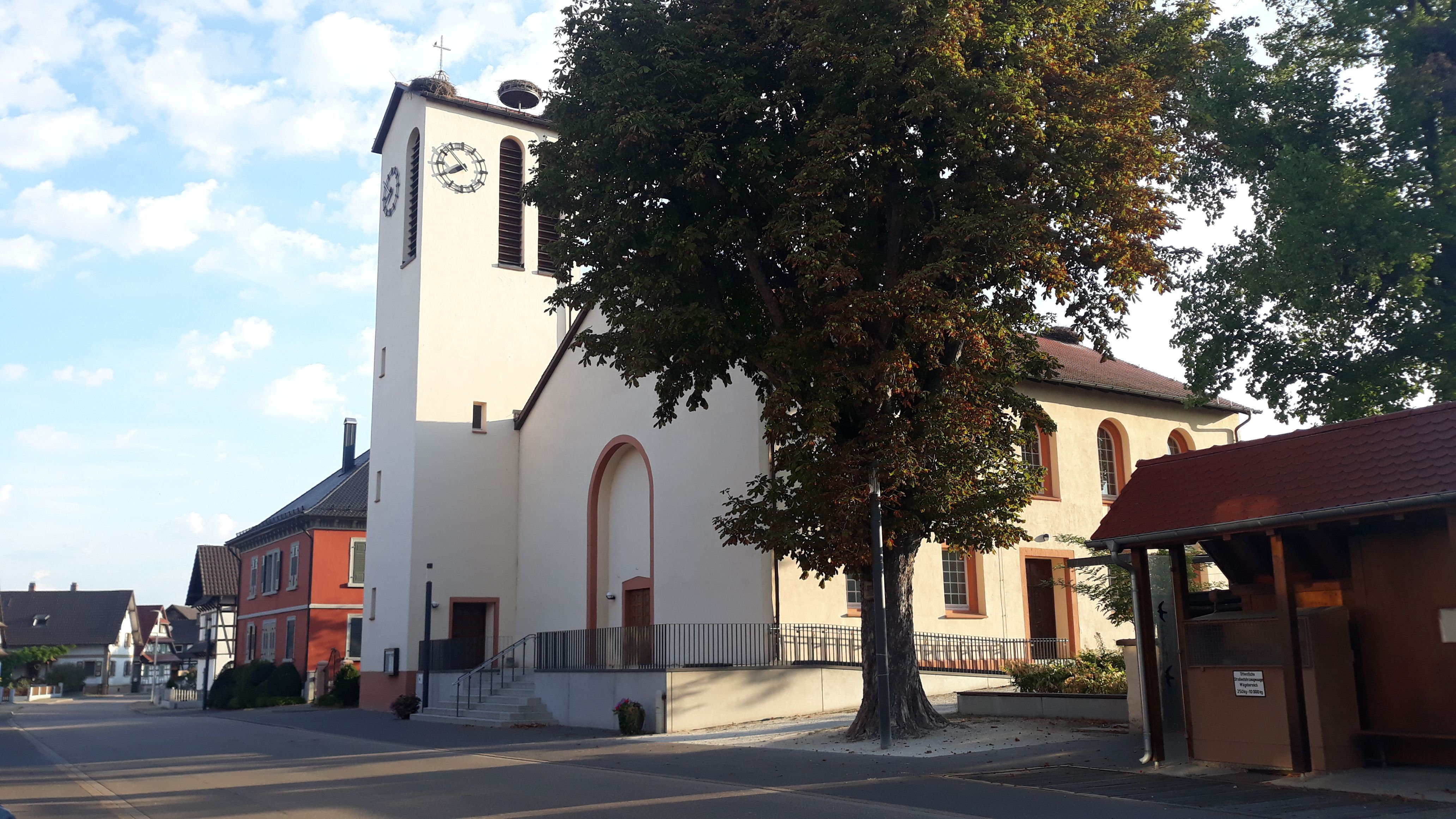
Evangelische Kirche gegenüber vom Rathaus, Kehler Str. 23

Unter der Regierung von Graf Philipp III. von Hanau-Lichtenberg kam es zu einer Realteilung der gemeinsamen Kondominate: Das Amt Willstätt kam ganz zur Grafschaft Hanau-Lichtenberg. Im Gegenzug gelangte das Amt Brumath ganz an Zweibrücken-Bitsch. Graf Philipp IV. von Hanau-Lichtenberg (1514–1590) führte nach seinem Regierungsantritt 1538 die Reformation in seiner Grafschaft konsequent durch, die nun lutherisch wurde.
Nach dem Tod des letzten Hanauer Grafen, Johann Reinhard III. 1736, fiel das Erbe – und damit auch das Amt Willstätt – an den Sohn seiner einzigen Tochter, Charlotte von Hanau-Lichtenberg, Landgraf Ludwig (IX.) von Hessen-Darmstadt. Mit dem Reichsdeputationshauptschluss wurde das Amt Willstätt mit dem und Dorf Eckartsweier 1803 dem neu gebildeten Kurfürstentum Baden zugeordnet.
Am 1. Januar 1974 wurde Eckartsweier nach Willstätt eingemeindet.

## Politik

### Bürgermeister (bis 1973) bzw. Ortsvorsteher (seit 1974)
- 1877–1905 Michael Hetzel
- 1905–1923 Michael Baaß
- 1923–1939 Georg Lutz
- 1939–1945 Jakob König
- 1948–1964 Jakob Göpper
- 1964–1973 Alfred Hetzel
- 1974–1984 Alfred Hetzel (nach der Gemeindereform)
- 1984–1994 Willy Nagel
- 1994–2004 Helmut Beinert
- 2004–2014 Marianne Mehne, Tochter des ehemaligen Bürgermeisters und Ortsvorstehers Alfred Hetzel
- 2014–2019 Erich Nagel, Sohn des ehemaligen Ortsvorstehers Willy Nagel
- 2019–2024 Amalia Lindt-Herrmann
- seit 2024 Ralf Schäfer

### Ortspartnerschaften
Eckartsweier unterhält seit 1997 eine Partnerschaft mit dem ungarischen Jerking.

## Wirtschaft und Infrastruktur

### Verkehr
Eckartsweier liegt an der Landesstraße 91, über die Anschluss an die Landstraße 75 besteht. Nördlich ist bei Willstätt die Bundesstraße 28 zu erreichen.
Busverbindungen u. a. nach Kehl und Offenburg bestehen durch die SüdwestBus GmbH.

### Bildung
Eckartsweier besitzt eine Grundschule und einen Kindergarten. Außerdem befindet sich im Ort die staatlich anerkannte Physiotherapieschule Ortenau.